# برايان لوملي
برايان لوملي (بالإنجليزية: Brian Lumley)‏ (2 ديسمبر 1937، درم في المملكة المتحدة)؛ كاتب وروائي بريطاني.

## روابط خارجية
- برايان لوملي على موقع ميوزك برينز (الإنجليزية)
- برايان لوملي على موقع ديسكوغز (الإنجليزية)